# Corrélation n'implique pas causalité
La phrase « corrélation n'implique pas causalité »
ou cum hoc sed non propter hoc (latin signifiant avec ceci, cependant pas à cause de ceci) réfère au raisonnement fallacieux consistant à penser ou prétendre que la corrélation de deux événements impliquerait un lien de causalité entre ceux-ci (en latin : Cum hoc ergo propter hoc : avec ceci, donc à cause de ceci). Cette confusion est appelée effet cigogne en zététique (en référence à la corrélation trompeuse entre le nombre de nids de cigognes et celui des naissances humaines), et est une erreur fréquente en science et particulièrement en statistique.

## Principe
L'argument fallacieux peut être résumé ainsi :
- l'événement A est corrélé à l'événement B ;
- donc A cause B.

Le sophisme consiste à conclure sur la causalité seulement après avoir constaté la corrélation. En soi, affirmer de façon asymétrique que l'un des événements est corrélé à l'autre, plutôt qu'une énonciation symétrique « les deux événements sont corrélés », est déjà porteur du sophisme. Ce dernier peut en effet se résoudre selon au moins quatre autres possibilités :
1. B peut être la cause de A ;
2. un troisième facteur, inconnu, non conscientisé ou non révélé, peut être la cause commune de A et de B ;
3. une simple coïncidence (par exemple : il n'y a pas d'autre relation entre A et B à part qu'ils se sont produits au même moment) ;
4. B peut être la cause de A et en même temps A être la cause de B ; le système se renforce lui-même, ce qui contredit que seul A cause B (la conclusion du sophisme est dans ce cas incomplète).

Il n'est pas possible de conclure qu'il existe une relation de cause à effet entre deux événements seulement du fait que l'un et l'autre sont corrélés. Déterminer s'il existe effectivement une causalité requiert d'autres investigations.

## Exemples

### Non causalité évidente

Corrélation entre température moyenne et nombre de pirates.

Il y a une corrélation entre la pointure et le niveau en mathématiques chez les collégiens (le troisième paramètre est l'âge des adolescents).
Il existe une corrélation entre la vente de crème glacée et le nombre de morts par noyade (le troisième paramètre est la température ambiante).
Le pastafarisme explique que le réchauffement climatique est une conséquence directe du déclin de la population de pirates en s'appuyant sur une corrélation inverse entre la population de pirates et la température moyenne sur Terre.
Le site « Spurious Correlations » recherche et publie diverses corrélations saugrenues, dont une corrélation entre le budget américain en science, aérospatial et technologie et le nombre de suicides par pendaison, étranglement ou suffocation, ou encore celle entre le taux de divorce dans le Maine et l'évolution de la consommation de margarine aux États-Unis.

### Peut laisser supposer une causalité
Une étude scientifique annonce : « Les jeunes enfants qui dorment avec une veilleuse ont plus de chance de devenir myopes plus tard ». Cette étude de l'université de Pennsylvanie a été publiée le 13 mai 1999 dans la revue Nature et a fait l'objet d'une couverture médiatique. Cependant, une autre étude de l'université de l'Ohio réalisée plus tard n'a trouvé aucun lien entre le développement de la myopie et le fait de dormir la lumière allumée ; en revanche, elle montre un lien important entre la myopie des parents et celle de leurs enfants et remarque que les parents myopes ont tendance à laisser une lumière allumée la nuit pour leurs enfants.
Une étude de 2010 publiée dans Research in Social Stratification and Mobility a révélé une association positive entre le nombre de livres dans une maison et les résultats scolaires des enfants . Cependant, cette même étude ne prouve pas que les livres eux-mêmes causent de meilleurs résultats scolaires, mais suggère plutôt que les familles qui valorisent les livres peuvent également offrir un environnement plus stimulant pour l'apprentissage.